# Trenton, Kentucky
Trenton är en ort i Todd County i Kentucky. Orten har fått sitt namn efter Trenton i New Jersey. Det ursprungliga namnet var Lewisburg.